# 티나 페이
티나 페이(영어: Tina Fey, 1970년 5월 18일 ~ )는 미국의 희극인, 배우, 작가, 제작자이다.

## 경력
1992년 버지니아 대학교에서 드라마 학사 과정을 마친 후, 시카고로 옮겨 세컨드 시티 극단에서 활동하기 시작했다. NBC 간판 코미디 쇼인 《새터데이 나이트 라이브(이하 SNL)》는 세컨드 시티 극단 출연진들을 많이 기용하곤 했는데 티나 페이도 그 중 하나였다. 페이는 SNL에서 작가로 활동하기 시작하여, 1999년 이 쇼 최초 여성 수석 작가가 되는 기록을 남겼다. 그녀는 직접 쇼에 출연하기도 하면서 현재는 NBC에서 토크 쇼를 진행하고 있는 지미 팰런과 함께 이 쇼의 유명한 스케치인 위크엔드 업데이트를 진행하기도 했다.
2004년 린지 로언과 레이철 매캐덤스가 출연한 《퀸카로 살아남는 법》 시나리오를 쓰고, 수학 선생님으로 직접 출연하기도 했다.
2006년 SNL을 떠난 후, 스케치 쇼 제작 경험을 바탕으로 NBC에서 《30 ROCK》이라는 새로운 쇼를 제작하고 주연으로 출연한다. 30 ROCK은 평단의 찬사를 받으며 다섯 개의 골든 글로브를 수상하였다. 2007년과 2008년 연속 에미상 작품상을 받았으며, 2008년에는 페이와 앨릭 볼드윈이 각각 코미디 시리즈 부문 여우주연상과 코미디 시리즈 부문 남우주연상을 받았다.
2008년 미국 대통령 선거 기간 중 SNL에 특별출연해 세라 페일린 패러디로 많은 인기를 끌었다. 이 출연으로 다음해 에미상을 수상하였다.
2008년 크리스틴 위그, 세라 실버먼과 함께 《베니티 페어》 표지에 등장했다. 표지 제목은 "누가 여자는 안 웃기다 말하는가(Who says women aren't funny)"였다.

## 사생활
2001년 SNL과 30 ROCK 음악감독 제프 리치먼드와 결혼했으며, 2005년 딸을 낳았다.

## 기타
검은 뿔테 안경은 티나 페이의 트레이드 마크이다.

## 출연 작품

### 영화
- 퀸카로 살아남는 법 (2004) - 각본 겸임
- 맨 오브 더 이어 (2006) - 본인 역
- 베이비 마마 (2008)
- 벼랑 위의 포뇨 (2008) - 영어 더빙
- 거짓말의 발명 (2009)
- 브로큰 데이트 (2010)
- 메가마인드 (2011)
- 어드미션 (2013)
- 앵커맨 2: 전설은 계속된다 (2013)
- 머펫 모스트 원티드 (2014)
- 당신 없는 일주일 (2014)
- 몽키 킹덤 (2015) - 다큐멘터리
- 시스터즈 (2015) - 제작 겸임
- 위스키 탱고 폭스트롯 (2016)
- 와인 컨트리 (2019) - 태미 역
- 소울 (2020) - 22 역 (목소리)
- 프리 가이 (2021) - 목소리 출연
- 베니스 유령 살인사건 (2023) - 애리애드니 올리버 역
- 퀸카로 살아남는 법: 더 뮤지컬 (2024) - 노베리 부인 역 (각본, 제작 겸임)

### 텔레비전
- 새터데이 나이트 라이브 (1997-2006) - 각본 겸임
- 30 ROCK (2006-13, 2020) - 기획, 각본, 총괄제작 겸임
- 세서미 스트리트 (2007)
- 새터데이 나이트 라이브 (2008-18) - 진행
- 새터데이 나이트 라이브 (2008-16) - 세라 페일린 역
- 네모바지 스폰지밥 (2009) - 본인 역 (목소리)
- 피니와 퍼브 (2011) - 목소리
- 아이칼리 (2012) - 본인 역
- 제70회 골든 글로브상 (2013) - 공동 진행
- 코넌 (2013) - 코넌 오브라이언 역
- 제71회 골든 글로브상 (2014) - 공동 진행
- 제72회 골든 글로브상 (2015) - 공동 진행
- 언브레이커블 키미 슈미트 (2015-20) - 공동 기획, 각본, 총괄제작 겸임
- 그레이트 뉴스 (2017-18) - 각본, 총괄제작 겸임
- 모던 러브 (2019)
- 제78회 골든 글로브상 (2021) - 공동 진행
- 아파트 이웃들이 수상해 (2021-현재)
- 밥스 버거스 (2022) - 목소리